# العصر المذهب

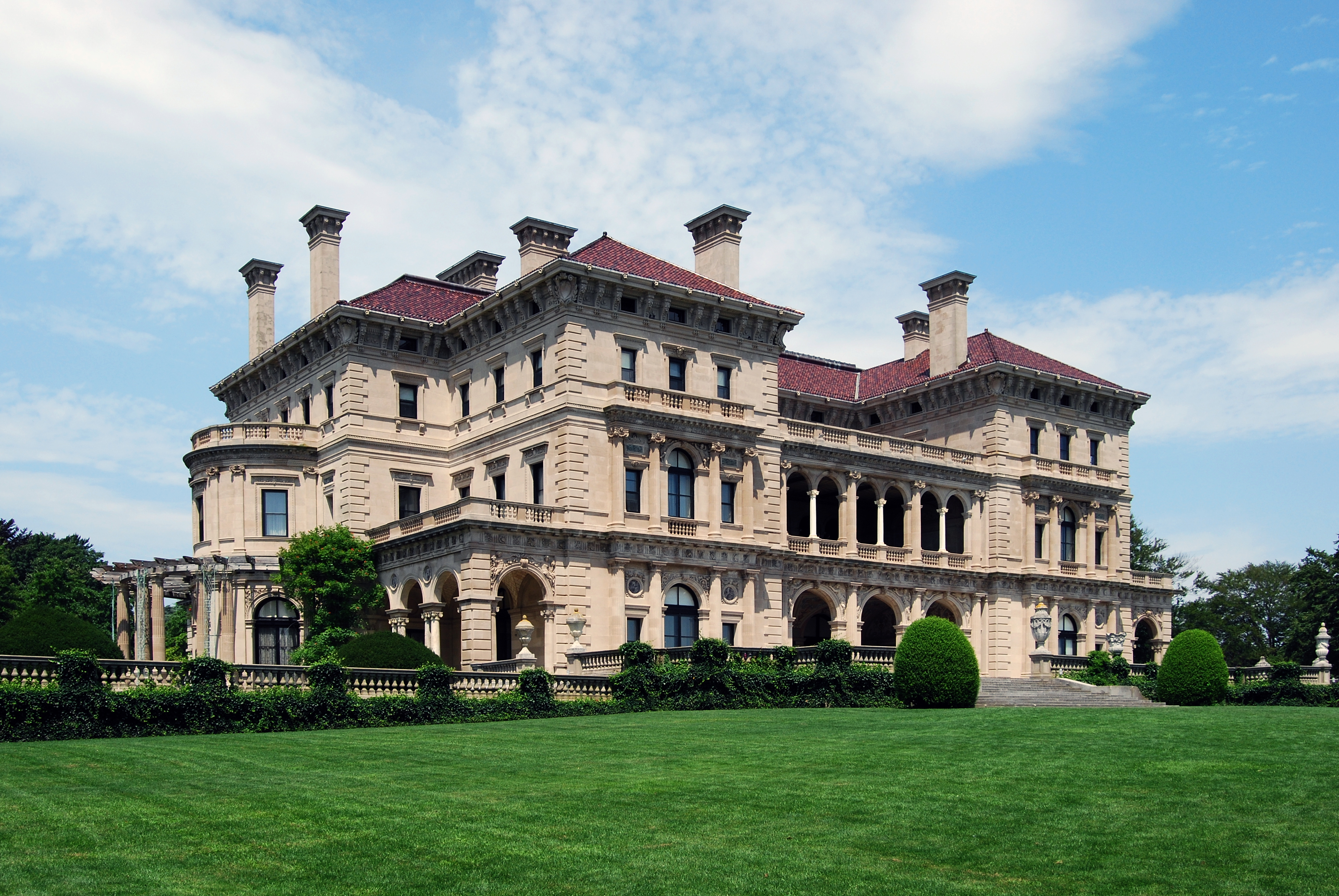
قصر ذا برايكرز وهو بناء يعود للعصر المذهب في نيوبورت بولاية رود آيلاند وقد ملكته عائلة فاندربيلت الثرية وكانت هذه العائلة من عمالقة مجال صناعة السكك الحديدية آنذاك.

العصر المذهب (بالإنجليزية: Gilded Age)‏ هو مصطلح يُستخدم للإشارة إلى الفترة الممتدة ما بين العقد السابع للقرن التاسع عشر حتى أوائل القرن العشرين من التاريخ الأمريكي. دخل المصطلح حيز الاستخدام في عشرينيات وثلاثينيات القرن العشرين وكان مستمداً من رواية للكاتب مارك توين تعود لعام 1873 حملت عنوان "العصر المذهل: حكاية اليوم"، التي حملت طابعاً ساخراً من مشاكل العصر الاجتماعية الخطيرة وكانت مقنَّعةً بطبقةٍ مذهَّبةٍ من الخارج. تزامن النصف الأول من العصر المذهب تقريباً مع الجزء الأوسط من العصر الفيكتوري في بريطانيا والحقبة الجميلة في فرنسا. تتداخل بدايته في السنوات التي تبِعت الحرب الأهلية الأمريكية مع عصر إعادة الإعمار (الذي انتهى عام 1877)، ويُعتقد عموماً أنه يتبعها الحقبة التقدمية في تسعينيات القرن التاسع عشر.
كان العصر المذهب حقبة نمو اقتصادي سريع، خصوصاً في شمال وغربي البلاد. فكانت الأجور أعلى مما هي عليه في أوروبا خصوصاً للعمال المهرة، كما شهدت هذه الفترة تدفق ملايين المهاجرين الأوروبيين. وأدى التوسع السريع للتصنيع إلى نمو فعلي في الأجور بنسبة 60% في الفترة الممتدة ما بين عام 1860 وعام 1890، والتي توزعت عبر القوى العاملة التي بقيت في تزايد مستمر. وارتفع المتوسط السنوي للأجور لكل عامل (من رجال ونساء وأطفال) من 380 دولاراً عام 1880 ليصل إلى 564 دولاراً في عام 1890 ما عنى زيادة بنسبة 48%. ومع ذلك كان العصر المذهب حقبة فقر مدقع لملايين المهاجرين الذين أتى الكثير منهم من دول أوروبية فقيرة، كما أصبح تركيز الثروة أكثر وضوحاً وزادت حدة المنافسة.
كانت صناعة السكك الحديدية الأكثر نمواً وتزايدت أهمية كل من المصانع والتعدين والشؤون المالية. أدت الهجرة من أوروبا إلى الولايات الشرقية إلى نمو سريع للغرب الأمريكي الذي اعتمد على الزراعة وتربية الحيوان والتعدين. ازدادت أهمية اتحادات العمال في المدن الصناعية ذات النمو المتسارع. وأصاب البلاد كسادين اقتصاديين كبيرين؛ أولهما وقع عام 1873 والثاني عام 1893 ونتج عنه إعاقة النمو وسبب تقلبات سياسية واجتماعية. وبقي اقتصاد الولايات الجنوبية مدمراً بعد الحرب الأهلية وأصبح اقتصادها معتمداً على إنتاج القطن والتبغ، اللذان شهدا انخفاضاً في أسعاريهما. جُرِدَ الأمريكيون الأفارقة في الجنوب من صلاحياتهم السياسية وحقهم في الاقتراع مع انتهاء حقبة إعادة الإعمار عام 1877، وكانوا محرومين اقتصادياً.
كان المشهد السياسي نزيهًا على الرغم من بعض الفساد، وكان الإقبال على الانتخابات مرتفعًا جدًا، وشهدت الانتخابات الوطنية حزبين متعادلين. كانت القضايا المسيطرة ثقافيةً (خاصة فيما يتعلق بمنع الكحول، والتعليم، والمجموعات الإثنية أو العرقية) بالإضافة إلى القضايا الاقتصادية (التعريفات والموارد المالية). مع النمو السريع في المدن، سيطرت الأجهزة السياسية باطراد على السياسات المدنية. في قطاع الأعمال، تكوّن الائتمان القوي عبر البلاد في بعض الصناعات. حاربت النقابات للوصول إلى يوم العمل ذي الثماني ساعات، وإلغاء عمالة الأطفال؛ طالب الإصلاحيون من الطبقة الوسطى بتحسين الخدمة المدنية، ومنع الخمور والجعة، وحق النساء في التصويت. بنت الحكومات المحلية في الشمال والغرب المدارس العامة خاصة في المرحلة الابتدائية؛ وبدأت المدارس الثانوية العامة في الظهور. كانت الطوائف الدينية المتعددة تنمو في العضوية والثروة، وأصبحت الكاثوليكية الطائفة الأكبر. وسّعوا جميعهم من النشاط التبشيري إلى ساحة العالم. بنى الكاثوليكيون واللوثريون والأسقفيون المدارس الدينية، وبنوا العديد من الجامعات على المستوى الأكبر، بالإضافة إلى المستشفيات والمؤسسات الخيرية. أسفر العديد من المشاكل التي واجهها المجتمع، خاصة الفقراء، عن محاولات الإصلاح خلال الحقبة التقدمية التالية.

## الاسم والفترة
استُخدم مصطلح العصر المذهب لوصف فترة الازدهار الاقتصادي التي تلت الحرب الأهلية الأمريكية وحتى نهاية القرن، والتي حددها المؤرخون في عشرينيات القرن العشرين، وقد أُخذ المصطلح من أحد روايات مارك توين الأقل شهرة، العصر المذهب: قصة اليوم (1873). هجا الكتاب (المكتوب بالتعاون مع تشارلو دودلي وارنر) «العصرَ الذهبي» الموعود بعد الحرب الأهلية، مصورًا إياه على أنه فترة من المشاكل الاجتماعية العويصة المتخفية تحت قشرة مُذهبة رقيقة من التوسع الاقتصادي. في عشرينيات القرن العشرين وثلاثينياته، بدأ استخدام تشبيه «العصر المذهب» على فترة محددة من التاريخ الأمريكي. اعتُمد المصطلح من النقاد الأدبيين والثقافيين بالإضافة إلى المؤرخين، بمن فيهم فان ويك بروكس، ولويس مومفورد، وتشارلز أوستن بيرد، وماري ريتر بيرد، وفيرنون لويس بارينغتون، وماثيو جوسيفسون. بالنسبة إليهم، كان العصر المذهب مصطلحًا ازدرائيًا للوقت الذي اجتمع فيه الفساد المادي مع الفقر الشديد.
تزامن النصف الأول من العصر المذهب تقريبًا مع الجزء الأوسط من العصر الفيكتوري في بريطانيا و«الزمن الجميل» في فرنسا. بالنسبة للفترات الزمنية في التاريخ الأمريكي، تختلف وجهات النظر التاريخية بشأن توقيت بداية العصر المذهب، إذ يتراوح من البداية مباشرة بعد الحرب الأهلية الأمريكية (انتهت في عام 1865)، أو عام 1873، أو عند انتهاء عصر إعادة الإعمار في عام 1877. تختلف أيضًا النقطة التي تحدد نهاية العصر المذهب، ولكنها تُعطى بشكل عام في بداية العصر التقدمي في تسعينيات القرن التاسع عشر (وأحيانًا الانتخابات الرئاسية الأمريكية في عام 1896)، لكنها تقع أيضًا في النطاق الزمني الذي شمل الحرب الإسبانية الأمريكية في عام 1898، ووصول ثيودور روزفلت للرئاسة في عام 1901، وحتى دخول الولايات المتحدة في الحرب العالمية الأولى (1917).

## التقدم الصناعي والتقني

### التقدم التقني
كان العصر المذهب فترة من النمو الاقتصادي، إذ قفزت الولايات المتحدة إلى مقدمة التحول الصناعي متخطيةً بريطانيا. كانت الدولة توسع اقتصادها سريعًا في مناطق جديدة، خاصة في الصناعات الثقيلة مثل المصانع والسكك الحديدية وتعدين الفحم. في عام 1869، افتُتحت أول سكك حديدية عابرة للقارات في الغرب الأقصى ومناطق تربية المواشي. يستغرق الآن السفر من نيويورك إلى سان فرانسيسكو ستة أيام بدلًا من ستة شهور. تضاعفت مسافة السكك الحديدية ثلاث مرات بين عامي 1860 و1880، وتضاعفت مرة أخرى بحلول عام 1920. ربط الطريق الجديد المناطق المعزولة في الماضي بالأسواق الأكبر وساهم في ارتقاء الزراعة التجارية وتربية المواشي والتعدين، خالقًا سوقًا وطنيةً حقيقيةً. صعدت صناعة الصلب الأمريكية لتتخطى ما تنتجه بريطانيا وألمانيا وفرنسا مجتمعةً.
ضخ المستثمرون من لندن وباريس الأموال إلى السكك الحديدية خلال السوق المالية الأمريكية الموجودة في وول ستريت. بحلول عام 1900، توسعت عملية التركيز الاقتصادي نحو معظم فروع الائتمان في الصناعة؛ سيطرت بعض المؤسسات الضخمة التي تُسمى «الائتمانات» على الحديد والزيت والسكر واللحوم والآلات الزراعية. خلال التكامل الرأسي، كانت تلك الائتمانات قادرة على التحكم في كافة جوانب الإنتاج لسلعة محددة، لتضمن أن تصبح المكاسب الخاصة بالمنتج النهائي أقصى ما يمكن وأن تصبح الأسعار أقل ما يمكن، وعن طريق التحكم في وصول المواد الخام، مانعةً الشركات الأخرى من أن تصبح قادرة على المنافسة في السوق. سيطر العديد من الاحتكارات، وأشهرها ستاندرد أويل، على الأسواق عن طريق خفض الأسعار عند ظهور المنافسين؛ إذ نموا بمعدل أربع مرات أسرع من القطاعات المنافسة.
كانت زيادة المكننة إحدى العلامات البارزة على السعي خلال العصر المذهب نحو طرق الإنتاج الأرخص لإنتاج المزيد من المنتجات. لاحظ فريدريك وينسلو تيلور أنه يمكن تحسين كفاءة العامل في إنتاج الصلب عن طريق استخدام الملاحظات القريبة جدًا من خلال ساعة التوقف لتقليل الجهد المفقود. جعلت المكننة من بعض المصانع حشدًا للعمال غير المهرة الذين يؤدون مهمات بسيطة ومكررة تحت إشراف رؤساء العمال المهرة والمهندسين. نمت ورش الميكانيكا بسرعة، إذ ضمت العمال المهرة والمهندسين. زادت أعداد كل من العمال المهرة وغير المهرة، وزادت معدلات أجورهم أيضًا.
أُنشئت كليات الهندسة لإشباع الطلب الكبير على المعرفة والخبرة. استحدثت السكك الحديدية الإدارة الحديثة مع سلاسل واضحة من الإشراف، بالإضافة إلى التقارير الإحصائية والأنظمة البيروقراطية المعقدة. نُظم دور المدير الأوسط، ووُضعت المسارات المهنية المحددة. وُظف الشباب بعمر 18-21 عامًا، وترقوا داخليًا حتى وصلوا إلى منصب مهندس قاطرات أو مرشد أو عامل محطة في سن الأربعين. استُحدثت المسارات المهنية للعمال الماهرين في وظائف الياقات الزرقاء وأيضًا لمديري الياقات البيضاء، إذ بدأت في السكك الحديدية وتوسعت إلى الشؤون المالية والصناعة والتجارة. جنبًا إلى جنب مع النمو السريع في الأعمال الصغيرة، بدأت طبقة متوسطة جديدة في النمو، خاصةً في المدن الشمالية.
أصبحت الولايات المتحدة رائدة عالميًا في التقنية التطبيقية. في الفترة بين عامي 1860 و1890، سُجلت 500,000 براءة اختراع لاختراعات جديدة؛ أكثر بعشر مرات من عدد براءات الاختراع في السنوات السبعين السابقة. اخترع جورج ويستينغهاوس المكابح الهوائية للقطارات (لتصبح أكثر أمانًا وسرعة). أسس ثيودور فايل شركة التليفون والتلغراف الأمريكية، وأنشأ شبكة اتصالات عظيمة. بالإضافة إلى اختراعه المئات من الأجهزة، أسس توماس إديسون أول مرفق للإضاءة الكهربائية، معتمدًا على التيار المستمر ومصباح متوهج فعال. انتشر توصيل الطاقة الكهربائية بسرعة عبر مدن العصر المذهب. كانت الشوارع تُضاء في الليل، وساعدت عربات الترام الكهربائية في الوصول إلى العمل بسرعة بالإضافة إلى تسهيل التسوق.
أطلق البترول بداية صناعية جديدة مع اكتشاف حقول بترول بنسلفانيا في ستينيات القرن التاسع عشر. هيمنت الولايات المتحدة على الصناعة العالمية حتى خمسينيات القرن العشرين. حل الكيروسين محل زيت الحوت والشموع في إضاءة المنازل. أسس جون دافيسون روكفلر شركة ستاندرد أويل واحتكر صناعة النفط، والتي أنتجت الكيروسين بشكل أساسي قبل أن تخلق السيارات الطلب على وقود السيارات في القرن العشرين.

### السكك الحديدية
طبقًا للمؤرخ هنري أدامز، احتاج نظام السكك الحديدية:
طاقات الجيل، واحتاجت المعدات الجديدة لتنفيذها إلى رأس المال، والبنوك، والمناجم، والأفران، والمتاجر، ومحطات توليد الطاقة، والمعرفة التقنية، والسكان من الميكانيكيين، كل ذلك مع إعادة تشكيل ثابتة للعادات الاجتماعية والسياسية والأفكار والهيئات التي تناسب الظروف والمستوى الجديد. ارتهن الجيل الذي عاصر الفترة بين 1865 و1895 بالسكك الحديدية، ولم يعرف أحد السكك الحديدية بشكل أفضل من الجيل ذاته.
يمكن فحص التأثير من خلال خمسة جوانب: النقل، والتمويل، والإدارة، وفرص العمل، ورد الفعل العام.

#### نقل الحمولة والركاب
وفروا أولًا شبكة عالية الكفاءة لنقل الحمولة والركاب عبر سوق محلي كبير. كانت النتيجة تأثيرًا محولًا على معظم قطاعات الاقتصاد التي شملت التصنيع، والبيع بالمفرد، والبيع بالجملة، والزراعة، والتمويل. تمتلك الولايات المتحدة الآن سوقًا محلية متكاملة بحجم أوروبا عمليًا، دون حواجز داخلية أو تعريفات، وجميعها مدعومة بلغة مشتركة، ونظام مالي، ونظام قانوني مشترك.

#### أساسات النظام المالي الخاص
قدم تمويل السكك الحديدية الأساس للتوسع الهائل في النظام المالي الخاص (غير الحكومي). كان بناء السكك الحديدية مكلفًا أكثر من المصانع. في عام 1860، بلغ إجمالي أسهم وسندات السكك الحديدية مجتمعة 1.8 مليار دولار؛ وفي 1897 وصلت إلى 10.6 مليار دولار (مقارنة بإجمالي الدين الوطني البالغ 1.2 مليار دولار). جاء التمويل من الممولين في جميع أنحاء الشمال الشرقي، ومن أوروبا، وخاصة بريطانيا. جاء حوالي 10 بالمئة من التمويل من الحكومة، لا سيما في شكل منح الأراضي التي يمكن توسيعها عند فتح قدر معين من خطوط السكك الحديدية. كان النظام المالي الأمريكي الناشئ قائمًا على سندات السكك الحديدية. كانت نيويورك بحلول عام 1860 السوق المالية المهيمنة. استثمر البريطانيون بكثافة في السكك الحديدية حول العالم، لكن أكبر استثمار لهم كان في الولايات المتحدة؛ إذ وصل مجموع استثماراتهم إلى حوالي 3 مليارات دولار بحلول عام 1914. وبين عامي 1914-1917، صفوا أصولهم الأمريكية لدفع تكاليف إمدادات الحرب.

#### اختراع الإدارة الحديثة
صممت إدارة السكك الحديدية أنظمة معقدة يمكنها التعامل مع علاقات متزامنة أكثر تعقيدًا بكثير مما يمكن أن يحلم به مالك المصنع المحلي الذي يمكنه القيام بدوريات في كل جزء من مصنعه في غضون ساعات. أصبح المهندسون المدنيون الإدارة العليا للسكك الحديدية. كان المبتكرون الرئيسيون هم السكك الحديدية الغربية لماساتشوستس وسكة حديد بالتيمور وأوهايو في أربعينيات القرن التاسع عشر، وإيري في خمسينيات القرن التاسع عشر وبنسلفانيا في ستينيات القرن التاسع عشر.

#### المسارات الوظيفية
ابتكرت خطوط السكك الحديدية المسار الوظيفي في القطاع الخاص لكل من العمال ذوي الياقات الزرقاء والعمال ذوي الياقات البيضاء. أصبحت صناعة السكك الحديدية مهنة مدى الحياة للشباب؛ ولم تٌوظف النساء فيها تقريبًا. شهد المسار الوظيفي النموذجي توظيف شاب في سن 18 كعامل متجر، وترقيته إلى ميكانيكي ماهر في سن 24، وعامل فرامل في 25، وموصل شحن في سن 27، وموصل ركاب في سن 57. وبالمثل حُددت مسارات وظائف العمال ذوي الياقات البيضاء. بدأ الشبان المتعلمون في العمل الكتابي أو الإحصائي وانتقلوا إلى مناصب وكلاء المحطة أو البيروقراطيين في مقر الفرقة أو المقر المركزي. في كل مستوى كان لديهم مزيد من المعرفة والخبرة ورأس المال البشري. كان من الصعب جدًا استبدالهم، وكانوا ضامنين فعليًا لوظائف دائمة وتزويدهم بالتأمين والرعاية الطبية. لم تُحدد معدلات التوظيف والفصل والأجور من قبل رؤساء العمال، ولكن من قبل الإداريين المركزيين، لتقليل المحسوبية والصراعات الشخصية. نُفذ كل شيء باتباع القواعد، إذ تملي مجموعة متزايدة التعقيد من القواعد على الجميع بالضبط ما يجب القيام به في كل ظرف، وماذا ستكون بالضبط رتبهم وأجورهم. بحلول ثمانينيات القرن التاسع عشر، تقاعد عمال السكك الحديدية، واختُرعت أنظمة المعاشات التقاعدية لهم.

#### علاقة الحب والكره مع السكك الحديدية
طورت أمريكا علاقة حب وكراهية مع السكك الحديدية. عمل الداعمون في كل مدينة بشكل محموم للتأكد من وصول خط السكة الحديد، مع العلم أن أحلامهم الحضرية تعتمد عليها. لقد ترك الحجم الميكانيكي للسكك الحديدية ونطاقها وكفاءتها انطباعًا عميقًا؛ كان الناس يرتدون أفضل ملابسهم يوم الأحد للذهاب إلى المحطة لمشاهدة وصول القطار. أصبح السفر أسهل بكثير وأرخص وأكثر شيوعًا. يمكن للمتسوقين من المدن الصغيرة القيام برحلات يومية إلى متاجر المدينة الكبيرة. بُنيت الفنادق والمنتجعات ومناطق الجذب السياحي لتلبية الطلب. كان فكرة أن أي شخص يمكنه شراء تذكرة لرحلة لمسافة ألف ميل أمرًا محفزًا. يقول المؤرخان غاري كروس وريك زوستاك:
«مع حرية السفر جاء إحساس أكبر بالهوية الوطنية وانخفاض في التنوع الثقافي الإقليمي. يمكن لأطفال المزارع التعرف بسهولة أكبر على المدينة الكبيرة، ويمكن للشرقيين زيارة الغرب بسهولة. من الصعب تخيل الولايات المتحدة ذات الأبعاد القارية بدون خط سكة حديد».
أصبح المهندسون مواطنين نموذجيين، وجلبوا روحهم القادرة على العمل وجهود عملهم المنتظمة في جميع مراحل الاقتصاد بالإضافة إلى الحكومة المحلية والوطنية. بحلول عام 1910، كانت المدن الكبرى تبني محطات سكة حديد فخمة رائعة، مثل محطة بنسلفانيا في مدينة نيويورك، ومحطة الاتحاد في العاصمة واشنطن.
ولكن كان هناك جانب مظلم أيضًا. بحلول سبعينيات القرن التاسع عشر، شُوهت سمعة خطوط السكك الحديدية من قبل المزارعين الغربيين الذين استوعبوا فكرة حركة غرانغر القائلة بأن شركات النقل الاحتكارية كانت تسيطر على الكثير من سلطة التسعير، وأن المجالس التشريعية في الولاية كان عليها أن تفرض حدًا أقصى من الأسعار. دعم التجار والشاحنون المحليون الطلب وأقِرت بعض قوانين غرانغر. تكررت الشكاوى المناهضة للسكك الحديدية بصوت عالٍ في الخطاب السياسي في أواخر القرن التاسع عشر.
كان رجل السكك الحديدية الأكثر كرهًا في البلاد كوليس بي هنتنغتون (1821-1900)، رئيس خط سكة حديد جنوب المحيط الهادئ الذي سيطر على الاقتصاد والسياسة في كاليفورنيا. يقول أحد الكتب المدرسية: «جاء هنتنغتون ليرمز إلى الجشع والفساد في الأعمال التجارية في أواخر القرن التاسع عشر. وقد اتهمه المنافسون في الأعمال التجارية والإصلاحيون السياسيون بكل شر يمكن تصوره. وقد اكتسب الصحفيون ورسامو الكاريكاتير سمعتهم من خلال التشهير به... وصف المؤرخون هنتنغتون كأكثر شرير مخادع تابع للدولة». ومع ذلك، دافع هنتنغتون عن نفسه: «كانت الدوافع وراء أفعالي صادقة، وقد أعادت النتائج إلى كاليفورنيا أكثر مما عادت لي».

#### تأثير الزراعة
جعل نمو السكك الحديدية من 1850 إلى 1880 الزراعة التجارية أكثر جدوى وربحية. فُتحت ملايين الأفدنة لاستغلالها بمجرد أن كان خط السكة الحديد قريبًا، ووفر منفذًا لمسافات طويلة للقمح والماشية والخنازير التي وصلت إلى أوروبا. أصبحت أمريكا الريفية سوقًا عملاقة واحدة، إذ اشترى تجار الجملة المنتجات الاستهلاكية التي تنتجها المصانع في الشرق، وكانوا يشحنونها إلى التجار المحليين في المتاجر الصغيرة في جميع أنحاء البلاد. كان شحن الحيوانات الحية بطيئًا ومكلفًا. كان ذبحها أكثر فاعلية في مراكز التعبئة الرئيسية مثل شيكاغو وكانساس سيتي وسانت لويس وميلووكي وسينسيناتي، ثم شحنها بعد ذلك في عربات شحن مبردة. كانت السيارات تُبرَّد بواسطة ألواح الجليد التي تُجمع من البحيرات الشمالية في فصل الشتاء، وتُخزن للاستخدام في الصيف والخريف. استفادت شيكاغو، مركز السكك الحديدية الرئيسي، بشكل كبير، وجاءت مدينة كانساس في المرتبة الثانية. يستنتج المؤرخ ويليام كرونون:
«بسبب العاملين في مجال التعبئة في شيكاغو، وجد مربو الماشية في وايومنغ ومزارعي حقول التسمين في أيوا بانتظام سوقًا موثوقًا لحيواناتهم، وحصلوا في المتوسط على أسعار أفضل للحيوانات التي يبيعونها هناك. في الوقت نفسه وللسبب نفسه، وجد الأمريكيون من جميع الطبقات تنوعًا أكبر من اللحوم الأكثر وأفضل على موائدهم، والتي كانت تُشترى في المتوسط بأسعار أقل من أي وقت مضى. في ضوء ذلك، بدا النظام الاقتصادي الجامد الخاص بالعتالين أمرًا جيدًا حقًا».

## وصلات خارجية
- مزيد من المعلومات العامة حول العصر المذهب على موقع مكتبة الكونغرس (بالإنجليزية)